# Waleed al-Ahmed
Waleed Abdulwahab al-Ahmed (arabisch وليد عبد الوهاب الأحمد, DMG ʿAbd al-Wahhāb al-Aḥmad; * 3. Mai 1999 in Riad) ist ein saudi-arabischer Fußballspieler.

## Karriere

### Klub
Er begann seine Karriere bei al-Hilal, wo er auch bis zur U23 verblieb und Mitte Oktober 2020 weiter in die erste Mannschaft von al-Faisaly wechselte.

### Nationalmannschaft
Nach U23 hatte er seinen ersten Einsatz in der saudi-arabischen Nationalmannschaft am 1. Dezember 2021 bei einer 0:1-Niederlage gegen Jordanien während der Gruppenphase des FIFA-Arabien-Pokal 2021. Hier stand er von Anfang an auf dem Platz und wurde schließlich in der 69. Minute für Meshal al-Sebyani ausgewechselt.